# Statuette eines Jungen (NAMA 2211)
Die Statuette eines Jungen im Archäologischen Nationalmuseum Athen (NAMA) mit der Inventarnummer 2211 wird ins 4. Jahrhundert v. Chr. datiert.
Die Kinderstatuette wurde 1878 im Asklepieion in Athen gefunden. Sie wurde aus Marmor gefertigt und hat eine Höhe von 0,45 m. Gezeigt wird ein nacktes männliches Kind, das mit dem Unterkörper auf dem Boden gelagert ist. Die halb sitzende, halb liegende Statue besteht einschließlich der rauen Plinthe aus einem Stück. Sie ist stark fragmentiert. Der rechte Rand der Plinthe ist ergänzt, die Füße und die Arme – abgesehen von den Ansätzen – fehlen ebenso wie der halbe Kopf einschließlich der Nase und Teile der Knie. Weitere Teile auch des Gesichts haben Fehlstellen oder sind bestoßen. Wahrscheinlich stützte sich der Junge auf seinen linken Arm. Der Kopf ist nach links oben gerichtet. Es ist nicht klar, wen die Statue darstellt. In Anbetracht des Fundortes könnte es sich bei der Statuette aus dem 4. Jahrhundert v. Chr. um die Darstellung des jungen Heilgottes Asklepios handeln.